# چال‌روگه
چال‌روگه، روستایی از توابع بخش شهیون شهرستان دزفول در استان خوزستان ایران است.

## جمعیت
این روستا در دهستان دره‌کاید قرار دارد و براساس سرشماری مرکز آمار ایران در سال ۱۳۸۵، جمعیت آن ۵۷ نفر (۱۰خانوار) بوده‌است.